# Saison 2010 de l'Indian Premier League
Navigation
2009 2011
La saison 2010 de l'Indian Premier League (ou IPL 3) est la troisième édition de cette compétition de cricket au format Twenty20 organisée par la fédération indienne de cricket (BCCI). Une phase de championnat regroupe les huit franchises de la ligue, et les quatre meilleures équipes se qualifient pour des demi-finales. Les deux vainqueurs se qualifient pour la finale tandis que, pour la première fois, une « petite finale » se tient entre les deux équipes perdantes. Un total de soixante rencontres se déroulent entre le 12 mars et le 25 avril.
La saison 2010 de l'IPL marque le retour de la compétition sur le sol indien, la compétition ayant du se délocaliser en Afrique du Sud en 2009. Elle est diffusée en direct sur YouTube, une première dans le monde du cricket.
Les Chennai Super Kings battent en finale les Mumbai Indians, premiers de la saison régulière. Dans la petite finale, les Royal Challengers Bangalore, vice-champions en titre, battent les tenants du titre, les Deccan Chargers.

## Organisation

### Format
Comme lors des deux éditions précédentes, huit franchises s'affrontent au cours d'une phase de championnat. Chaque équipe rencontre deux fois ses adversaires, une fois à domicile, une fois à l'extérieur. Une victoire rapporte deux points, un match abandonné un point. En cas d'égalité à la fin d'un match, chaque équipe dispute un « super over » : six lancers sont effectués par un même lanceur adverse, et l'équipe à la batte à un maximum de trois batteurs pour marquer. Gagner le super over équivaut à remporter le match.
Après cette phase de championnat, les quatre meilleures franchises disputent des demi-finales. Pour la première fois, une petite finale oppose les perdants de ces deux demi-finales. Les deux finalistes de la compétition et le troisième sont qualifiés pour la Ligue des champions de Twenty20 2010.

### Stades
| Chennai M. A. Chidambaram Stadium | Bombay Brabourne Stadium | Mohali PCA Stadium | Calcutta Eden Gardens | Ahmedabad Sardar Patel Stadium | Bangalore M. Chinnaswamy Stadium |
| --------------------------------- | ------------------------ | ------------------ | --------------------- | ------------------------------ | -------------------------------- |
|                                   |                          |                    |                       |                                |                                  |
| Capacité:50 000                   | Capacité:20 000          | Capacité:30 000    | Capacité:90 000       | Capacité:54 000                | Capacité:45 000                  |

| Cuttack Barabati Stadium | Nagpur Vidarbha Cricket Association Ground | Dharamsala HPCA Cricket Stadium | Jaipur Sawai Mansingh Stadium | Navi Mumbai DY Patil Stadium | Delhi Feroz Shah Kotla |
| ------------------------ | ------------------------------------------ | ------------------------------- | ----------------------------- | ---------------------------- | ---------------------- |
|                          |                                            |                                 |                               |                              |                        |
| Capacité:45 000          | Capacité:45 000                            | Capacité:21 000                 | Capacité:30 000               | Capacité:55 000              | Capacité:48 000        |

Par rapport à l'IPL 2008, quatre stades supplémentaires accueillent des rencontres. Cuttack, Navi Mumbai, Ahmedabad et Dharamsala seront des lieux de rencontres pour les Deccan Chargers, Mumbai Indians, Rajasthan Royals et Kings XI Punjab. Navi Mumbai accueillera le match d'ouverture entre les Deccan Chargers et les Kolkata Knight Riders, alors que les deux demi-finales auront lieu à Bangalore. La finale et le match de troisième place dérouleront à Navi Mumbai, cinq jours avant le début des Championnats du monde de Twenty20.

## Pré-saison

### Transferts
Les transferts sont autorisés entre le 15 septembre 2009 et le 5 janvier 2010. Seules deux franchises en profitent : les Kolkata Knight Riders échangent Moises Henriques contre Owais Shah des Delhi Daredevils et récupèrent Manoj Tiwary, lui aussi de Delhi.
Certaines équipes mettent fin au contrat de certains joueurs contre une compensation financière, pour libérer des places dans leur effectif. Le nombre de joueurs non-indiens est notamment limité à dix par franchise. C'est ainsi le cas de Glenn McGrath (Delhi Daredevils), Chamara Silva et Nuwan Zoysa (Deccan Chargers). Peu avant les enchères sur les joueurs, Ricky Ponting (Kolkata Knight Riders) et Mohammad Kaif (Rajasthan Royals) connaissent la même situation. Kaif est ainsi le seul joueur indien à participer aux enchères.

### Enchères
Les enchères de cette édition se déroulent le 19 janvier 2010. La somme des salaires annuels que chaque équipe dépense pour ses nouvelles recrues ne peut pas dépasser 750 000 US$. Quatre-vingt-dix-sept joueurs étrangers s'y inscrivent et 66 sont retenus pour y participer, les franchises ayant fourni une liste de personnes qu'elles envisageaient engager. Un joueur est « mis aux enchères » avec un salaire annuel de base. Si une seule équipe s'est préalablement montrée intéressée, elle peut l'engager à ce salaire de base. Si plusieurs franchises souhaitent recruter un même joueur, il y a enchères. Dans le cas où plusieurs franchises proposent de dépenser la totalité de leur budget sur un seul et même joueur, une nouvelle offre est faite à bulletin secret, sans limite. Le joueur est engagé avec un salaire de 750 000 US$ et le surplus est versé à l'organisation de l'IPL.
Ces enchères voient, pour la première fois, la présence d'anciens joueurs de l'Indian Cricket League (ICL), une ligue concurrente rejetée par le Board of Control for Cricket in India (BCCI) et qui valait à ses participants et selon les pays l'impossibilité de prendre part à toute compétition officielle ou à être sélectionnés avec leur équipe nationale. Elles marquent aussi le retour des pakistanais : à la demande de leur gouvernement, ils n'ont pas participé à l'IPL 2009, et sont obligés de repasser par ces enchères pour retrouver une franchise.
Alors que l'équipe du Pakistan est championne du monde en titre de Twenty20, aucun joueur pakistanais n'est recruté au cours de ces enchères. Le ministre des sports pakistanais, Ijaz Jhakrani, considère la décision comme politique et réclame une enquête auprès du gouvernement indien, tandis que plusieurs ministres indiens déclarent que la décision de ne pas embaucher de pakistanais est le seul fait des franchises.
Kieron Pollard, l'international des Indes occidentales, et le néo-zélandais Shane Bond obtiennent tous deux les contrats maximaux parmi les recrues de l'IPL. Quelques joueurs de l'équipe d'Inde des moins de 19 ans sont également embauchés. En-dehors de celles-ci, des joueurs du Ranji Trophy sont recrutés par certaines franchises, y compris d'anciens participants à l'Indian Cricket League.

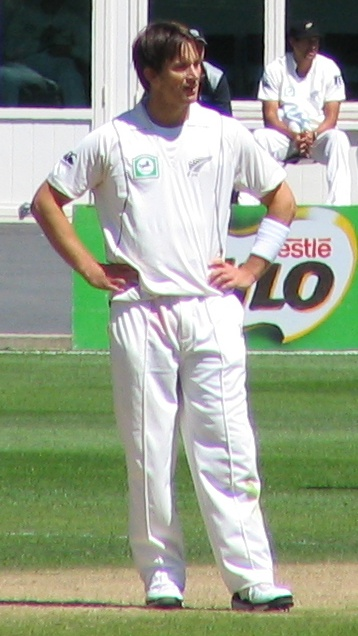
Shane Bond (ici en 2009) est l'une des deux recrues les plus chères de l'IPL 2010.

| Joueur          | Nationalité sportive | Franchise                   | Salaire (US$) | Remarque           |
| --------------- | -------------------- | --------------------------- | ------------- | ------------------ |
| Shane Bond      | Nouvelle-Zélande     | Kolkata Knight Riders       | 750 000       | ex-joueur de l'ICL |
| Kieron Pollard  | Indes occidentales   | Mumbai Indians              | 750 000       |                    |
| Kemar Roach     | Indes occidentales   | Deccan Chargers             | 750 000       |                    |
| Wayne Parnell   | Afrique du Sud       | Delhi Daredevils            | 640 000       |                    |
| Mohammad Kaif   | Inde                 | Kings XI Punjab             | 250 000       |                    |
| Eoin Morgan     | Angleterre           | Royal Challengers Bangalore | 220 000       |                    |
| Damien Martyn   | Australie            | Rajasthan Royals            | 100 000       | ex-joueur de l'ICL |
| Justin Kemp     | Afrique du Sud       | Chennai Super Kings         | 100 000       | ex-joueur de l'ICL |
| Thissara Perera | Sri Lanka            | Chennai Super Kings         | 50 000        |                    |
| Adam Voges      | Australie            | Rajasthan Royals            | 50 000        |                    |
| Yusuf Abdulla   | Afrique du Sud       | Kings XI Punjab             | 50 000        |                    |

## Déroulement

### Phase de championnat

#### Résultats
Résultats de la phase de ligue de l'IPL 2010 :
| Résultats (▼ domicile, ► extérieur) | CSK         | DC          | DD          | KP         | KKR         | MI          | RR          | RCB        |
| --- | ----------- | ----------- | ----------- | ---------- | ----------- | ----------- | ----------- | ---------- |
| Chennai Super Kings (CSK) | -           | DC (31 c.)  | DD (6 g.)   | KP (s.o.)  | CSK (9 g.)  | CSK (24 c.) | CSK (23 c.) | CSK (5 g.) |
| Deccan Chargers (DC) | DC (6 g.)   | -           | DC (10 c.)  | DC (6 c.)  | KKR (11 c.) | MI (41 c.)  | RR (2 c.)   | DC (13 c.) |
| Delhi Daredevils (DD) | CSK (5 g.)  | DC (11 c.)  | -           | KP (7 g.)  | DD (40 c.)  | MI (98 c.)  | DD (67 c.)  | DD (37 c.) |
| Kings XI Punjab (KP) | CSK (6 g.)  | DC (5 g.)   | DD (5 g.)   | -          | KKR (39 c.) | KP (6 g.)   | RR (31 c.)  | RCB (6 g.) |
| Kolkata Knight Riders (KKR) | CSK (55 c.) | KKR (24 c.) | KKR (14 c.) | KP (8 g.)  | -           | KKR (9 g.)  | KKR (8 g.)  | KKR (7 g.) |
| Mumbai Indians (MI) | MI (5 g.)   | MI (63 c.)  | MI (39 c.)  | MI (4 g.)  | MI (7 g.)   | -           | MI (4 c.)   | RCB (7 g.) |
| Rajasthan Royals (RR) | RR (17 c.)  | RR (8 g.)   | DD (6 g.)   | RR (9 g.)  | RR (34 c.)  | MI (37 g.)  | -           | RCB (5 g.) |
| Royal Challengers Bangalore (RCB) | RCB (36 c.) | DD (7 g.)   | DD (17 c.)  | RCB (8 g.) | RCB (7 g.)  | MI (57 c.)  | RCB (10 g.) | -          |
| - Victoire à domicile - Victoire à l'extérieur - Match abandonné - 16 c. : victoire de la première équipe à la batte, par 16 courses d'écart. - 5 g. : victoire de la deuxième équipe à la batte, avec 5 guichets restants. - s.o. : victoire après un super-over. |             |             |             |            |             |             |             |            |

#### Classement
| Équipe                      | Joués | Gagnés | Perdus | Sans résultat | Points | NRR    |
| --------------------------- | ----- | ------ | ------ | ------------- | ------ | ------ |
| Mumbai Indians              | 14    | 10     | 4      | 0             | 20     | +1.084 |
| Deccan Chargers             | 14    | 8      | 6      | 0             | 16     | −0.297 |
| Chennai Super Kings         | 14    | 7      | 7      | 0             | 14     | +0.274 |
| Royal Challengers Bangalore | 14    | 7      | 7      | 0             | 14     | +0.219 |
| Delhi Daredevils            | 14    | 7      | 7      | 0             | 14     | +0.021 |
| Kolkata Knight Riders       | 14    | 7      | 7      | 0             | 14     | −0.341 |
| Rajasthan Royals            | 14    | 6      | 8      | 0             | 12     | −0.514 |
| Kings XI Punjab             | 14    | 4      | 10     | 0             | 8      | −0.478 |

### Demi-finales
| Date     | Stade                         | Équipe 1                    | Équipe 2                            | Résultat                                    |
| -------- | ----------------------------- | --------------------------- | ----------------------------------- | ------------------------------------------- |
| 21 avril | DY Patil Stadium, Navi Mumbai | Mumbai Indians (184/5)      | Royal Challengers Bangalore (149/9) | Mumbai Indians gagnent par 35 courses.      |
| 22 avril | DY Patil Stadium, Navi Mumbai | Chennai Super Kings (142/7) | Deccan Chargers (104/10)            | Chennai Super Kings gagnent par 38 courses. |

### Petite-finale
| Date     | Stade                         | Équipe 1                | Équipe 2                           | Résultat                                            |
| -------- | ----------------------------- | ----------------------- | ---------------------------------- | --------------------------------------------------- |
| 25 avril | DY Patil Stadium, Navi Mumbai | Deccan Chargers (82/10) | Royal Challengers Bangalore (86/1) | Royal Challengers Bangalore gagnent par 9 guichets. |

### Finale
| Date     | Stade                         | Équipe 1                    | Équipe 2               | Résultat                                    |
| -------- | ----------------------------- | --------------------------- | ---------------------- | ------------------------------------------- |
| 25 avril | DY Patil Stadium, Navi Mumbai | Chennai Super Kings (168/5) | Mumbai Indians (146/9) | Chennai Super Kings gagnent par 22 courses. |

## Statistiques

### Homme du match
Minimum 2 fois.
| Joueur               | Equipe                      | Match | Récompensé |
| -------------------- | --------------------------- | ----- | ---------- |
| Sachin Tendulkar     | Mumbai Indians              | 15    | 4          |
| Andrew Symonds       | Deccan Chargers             | 16    | 3          |
| Jacques Kallis       | Royal Challengers Bangalore | 16    | 3          |
| Kevin Pietersen      | Royal Challengers Bangalore | 7     | 2          |
| Gautam Gambhir       | Delhi Daredevils            | 11    | 2          |
| Mahendra Singh Dhoni | Chennai Super Kings         | 13    | 2          |
| Manoj Tiwary         | Kolkata Knight Riders       | 13    | 2          |
| Kieron Pollard       | Mumbai Indians              | 14    | 2          |
| Sourav Ganguly       | Kolkata Knight Riders       | 14    | 2          |
| Murali Vijay         | Chennai Super Kings         | 15    | 2          |
| Suresh Raina         | Chennai Super Kings         | 16    | 2          |

### Récompenses IPL 2010
| Récompense                             | Pour                                         |
| -------------------------------------- | -------------------------------------------- |
| Meilleur batteur                       | Sachin Tendulkar (Mumbai Indians)            |
| 100 run rapide                         | Yusuf Pathan (Rajasthan Royals)              |
| Meilleur Boundary (4 et 6)             | Virender Sehwag (Delhi Daredevils)           |
| Meilleur lanceur                       | Pragyan Ojha (Deccan Chargers)               |
| Meilleur lanceur (Econ)                | Ravichandran Ashwin (Chennai Super Kings)    |
| Meilleur fielding                      | AB de Villiers (Delhi Daredevils)            |
| Meilleur catch (balle)                 | David Hussey (Kolkata Knight Riders)         |
| Meilleur capitaine                     | Sachin Tendulkar (Mumbai Indians)            |
| Meilleure performance débutant         | Kieron Pollard (Mumbai Indians)              |
| Meilleur joueur conséquent             | Jacques Kallis (Royal Challengers Bangalore) |
| Joueur élégant                         | Robin Uthappa (Royal Challengers Bangalore)  |
| Joueur fan-amical                      | Adam Gilchrist (Deccan Chargers)             |
| Meilleur joueur dramatique             | Harbhajan Singh (Mumbai Indians)             |
| Meilleur joueur en progrès depuis 2008 | Brendon McCullum (Kolkata Knight Riders)     |
| Meilleur joueur en progrès depuis 2009 | Anil Kumble (Royal Challengers Bangalore)    |
| Meilleur commentateur                  | Ravi Shastri                                 |
| Meilleur stade                         | M Chinnaswamy Stadium, Bangalore             |
| Meilleur expérience en stade           | DY Patil Stadium, Navi Mumbai                |

## Couverture médiatique
En plus des contrats de diffusion déjà existant, l'IPL signe en janvier 2010 un contrat avec Google : la totalité des matchs de l'IPL 2010 et de l'IPL 2011 doivent être diffusés sur internet via le site YouTube, avec un délai de 5 minutes, et ce partout dans le monde sauf aux États-Unis.
L'Indian Premier League a également annoncé la diffusion des matchs de la saison 2009 dans des salle de cinéma indiennes. Les demi-finales et finales seront retransmises en 3D.
En février 2010, les chaînes d'information indiennes, regroupées sous la bannière de la News Broadcasters' Association, annoncent qu'elles boycottent l'IPL 2010. Elles rejettent les restrictions de diffusion qui leur sont imposées par l'organisation de l'IPL. Elles annulent finalement leur boycott la veille de la compétition.